# Till mig – så ropar Jesus än
Till mig – så ropar Jesus än är en psalmtext av den holländske pietisten Gerhard Tersteegen.
Sjungs till samma melodi som O Jesu Krist, du nådens brunn.

## Publicerad i
- Lilla Kempis  4:e upplagan 1876, Andeliga sånger, den 18:de sången med titeln Jesu wänligt lockande och troget warnande röst till Barnen och Ungdoomen.